# Stroe Buzescu

Frații Buzești într-o frescă de la Mănăstirea Călui. În stânga este Preda, în dreapta Stroe

Lupta dintre Stroe Buzescu și cumnatul hanului tătarilor la Teișani. Sculptură pe patra mormântului la mănăstirea Stănești

Stroe Buzescu (n. ? - d. 2 octombrie 1602) a fost mare stolnic în timpul domniei lui Mihai Viteazul și a luat parte la evenimentele politice și militare importante din acea perioadă. 

## Familie
Era frate cu Preda și Radu Buzescu, cei trei formând grupul fraților Buzești. Împreună cu frații săi i-a ajutat pe voievozii Mihai Viteazul și Radu Șerban în bătălii, îndeplinind diferite misiuni care li s-au încredințat.

## Biografie
Stroe Buzescu a luptat în Bătălia de la Teișani de pe valea râului Teleajen (23-24 septembrie 1602) între oastea lui Radu Șerban și cei 40.000 de tătari de sub comanda Hanului Gazi Ghirai⁠(en)[traduceți], fiind grav rănit. În timpul bătăliei ginerele (și nepotul) hanului tătar Gazi Ghirai a ieșit în fața liniilor tătare chemând la o luptă individuală pe căpeteniile oștirii muntene. Provocarea a fost acceptată de Stroe Buzescu, care, după o luptă crâncenă, l-a învins pe tătar, decapitându-l în fața ochilor îngroziți ai hanului și în entuziasmul oștii române. Din nefericire, Stroe Buzescu a fost și el rănit grav și a murit câteva zile mai târziu, pe 2 octombrie 1602. S-a păstrat până în prezent piatra sa de mormânt de la schitul Stănești (din Stănești-Lunca, Vâlcea), pe care soția sa, jupâneasa Sima, a pus să se dăltuiască o inscripție într-o frumoasă limbă română despre faptele creștinești și vitejești ale soțului ei, încheiată cu: „Și nu fu pre voe câinilor de tătari”. Un hrisov domnesc al lui Radu Șerban, din 27 iulie 1604, confirmă și el remarcabila faptă de vitejie a lui Stroe Buzescu.

## În cultura populară
În filmul Mihai Viteazul (1971) regizat de Sergiu Nicolaescu, Stroe Buzescu a fost interpretat de actorul Ilarion Ciobanu.